# Антиароматичність
Антиаромати́чність (англ. aromaticity) — хімічний термін, що позначає феномен енергетичної дестабілізації плоских циклічних молекул з моноциклічно делокалізованими {\displaystyle (4n)} π-електронами (n = 1, 2, 3,…). Така енергетична дестабілізація призводить до підвищеної реактивності цих сполук в порівнянні з їхніми лінійно кон'югованими аналогами. Антиароматичність є антонімом терміна «ароматичність».

## Історія дослідження
Через їхню високу реакційноздатність і низьку стабільність, антиароматичні сполуки важко ізолювати, тому кількість досліджених антиароматичних сполук доволі невелика в порівнянні з ароматичними. Через це перші серйозні дискусії стосовно антиароматичності почались лише через 100 років після появи терміна «ароматичність». Одним із перших спостережень була описана Р. Бреслоу низька кислотність похідних циклопропену порівняно з похідними циклопропану: при реакції перших із сильною основою в присутності дейтерованого розчинника швидкість обміну H/D була вищою.
Таким чином, незважаючи на те, що зазвичай кон'югація з суміжними ненасиченими зв'язками підвищує стабільність карбаніонів, у випадку циклопропеніл-аніона ситуація виглядає прямо протилежним чином — тому його було віднесено до антиароматичних сполук.

## Характеристики антиароматичності
Нижче наведені деякі властивості сполук, що відносять до антиароматичних.

### ЯМР-спектроскопія
Основна ознака антиароматичності в ЯМР-спектроскопії — парамагнітний кільцевий струм, що викликає екранування екзоциклічних протонів; в результаті ці протони мають менший хімічний зсув, аніж екзоциклічні протони ароматичних сполук:
| Ароматичні системи  | Ароматичні системи | Ароматичні системи | Антиароматичні системи | Антиароматичні системи | Антиароматичні системи |
| Анулен або його іон | Зовнішні протони   | Внутрішні протони  | Анулен або його іон    | Зовнішні протони       | Внутрішні протони      |
| ------------------- | ------------------ | ------------------ | ---------------------- | ---------------------- | ---------------------- |
| [6]                 | 7.37               | –                  | [8]                    | 5.68                   | -                      |
| [14]                | 7.6                | 0                  | [12]                   | 5.91                   | 7.86                   |
| [18]                | 9.28               | -2.99              | [16]                   | 5.40                   | 10.43                  |
| [22]                | 8.50 — 9.65        | 0.4 — -1.2         | [20]                   | 4.1 — 6.6              | 10.9 — 13.9            |
| [12]−2              | 6.23, 6.98         | -4.6               | [18]−2                 | 1.13                   | 28.1, 29.5             |
| [16]+2              | 7.45, 8.83         | -8.17              |                        |                        |                        |

Однак, через низьку стабільність антиароматичних сполук, значний прорив було здійснено тільки з розвитком методів теоретичних розрахунків — насамперед, NICS (англ. nucleus-independent chemical shift).

### Термохімічні властивості
У випадку термохімічних досліджень, антиароматичність також досліджується переважно шляхом теоретичних розрахунків. Найпоширенішим є метод ізодесмічних реакцій. Нижче наведені приклади таких реакцій для циклопропеніл-іонів та циклопентадієніл-іонів: